# Takeshi Matsuda
Takeshi Matsuda, född 23 juni 1984 i Nobeoka, är en japansk simmare.
Matsuda blev olympisk silvermedaljör på 4 x 100 meter medley vid sommarspelen 2012 i London.